# Форт Амстердам (Гана)
Форт Амстердам (англ. Fort Amsterdam) — форт в Гане. Построен англичанами в период между 1638 и 1645 годах как Форт Кормантин (Fort Cormantin). Форт расположен в Абаадзе, к северо-востоку от Кейп-Коста в округе Мфантсеман Центральной области. В 1979 году исторический памятник в числе крепостей побережья Ганы включён в список всемирного наследия по версии ЮНЕСКО.

## История
Область форта населяло племя кормантин народа фанти, широко известное среди европейских и американских работорговцев как посредник в трансатлантической работорговле.
Великобритания впервые появилась на Золотом Берегу в 1631 году, построив небольшую факторию Кормантин. Форт Кормантин построен англичанами в период между 1638 и 1645 годах.
В 1665 году форт Кормантин захвачен адмиралом голландской Вест-Индской компании Михаилом Рюйтером, в отместку за захват ряда голландских фортов английским адмиралом Робертом Холмсом в 1664 году. Данные земли впоследствии составляли часть колоний голландского Золотого Берега, вплоть до продажи форта англичанам в 1868 году.
В начале 1782 года капитан Томас Ширли на 50-пушечном судне Leander и шлюпе Alligator причалил к голландскому Золотому Берегу. Британия воевала с Голландией, и Ширли занял ряд фортов, включая Кормантин.
В 1811 году жители Аномабу, бывшие в то время союзниками англичан, атаковали форт, разрушив его до основания. С тех пор он оставался незанятым вплоть до реставрации Управлением Ганы по вопросам культурного наследия.
В окрестностях форта сегодня располагается город Абаадзе.